# Конституция Ирана
Конституция Исламской Республики Иран — комплекс фундаментальных принципов и законов, устанавливающий и описывающий тип правления, действующие ветви власти, политическое, экономическое, культурное устройство, основные структуры, управляющие страной, границы полномочий верховного лидера, а также каждую из исламских ветвей власти и интеллектуальных основ, наблюдающих за осуществлением принципов и достижением целей системы исламской республики.
Конституция вступила в силу 3 декабря 1979 года, после одобрения на референдуме 99,5 % принявшими участие в голосовании. В 1989 году в конституцию были внесены поправки.

## История составления
Через два месяца после победы Исламской революции на всеобщем референдуме, состоявшемся 1 апреля 1979 года, более 98 % проголосовавших граждан отдали свой голос за установление в Иране режима исламской республики. Вслед за этим представлялось необходимым составление новой конституции, соответствующей новой политической обстановке и разработанной на основании целей и программы Исламской революции и идеологии исламской республики. Поэтому была начата подготовка конституции как выразителя культурного, социального, политического и экономического фундамента иранского общества на базе исламских принципов. После подтверждения необходимости подготовки конституции её черновой проект был составлен в Совете по проектам Совета Исламской революции, был одобрен временным правительством во главе с премьер-министром Мехди Базарганом и вернулся в Совет Исламской революции для доработки и утверждения.
Проект конституции был составлен группой правоведов, в том числе, Хасаном Хабиби и Насером Катузианом, в 12 главах и 151 статье. Он вызвал широкую полемику и ответственность за его окончательное принятие не была возложена на Совет по окончательному рассмотрению конституции Исламской Республики Иран (Советом экспертов по конституции), в который должны были войти факихи, учёные, правоведы и исламоведы. 5 июля 1979 года Совет Исламской революции принял закон о выборах, состоящий из 8 глав и 41 статьи, который определил порядок избрания членов данного совета. 20 июля 1979 года на референдуме были выбраны 73 члена Совета по окончательному рассмотрению конституции Исламской Республики Иран.
Совет экспертов по конституции начал свою работу 19 августа 1979 года чтением послания имама Хомейни, а также выступлением премьер-министра Мехди Базаргана и министра внутренних дел Хашема Саббагияна. Имам Хомейни в своём послании заявил: «Конституция и другие законы в этой республике должны быть на сто процентов основаны на исламе, и если даже одна статья будет составлена вопреки предписаниям ислама, это будет нарушением принципа республики и голосования большинства, практически всего народа. Определение соответствия и противоречия постановлениям ислама находится исключительно в компетенции высокочтимых факихов».
Обсуждение и изучение черновика конституции осуществилось в течение 67 заседаний, в ходе которых в проект были внесены принципиальные изменения. До этого был проанализирован ряд возражений и предложений, касающихся названия рассматривающего проект совета, числа его представителей, времени формирования и принципов, необходимых для его составления. Окончательный текст конституции Исламской Республики Иран был составлен 15 ноября 1979 года и утверждён двумя третями представителей Совета экспертов по конституции. Затем, 2 декабря 1979 года, его утвердил имам Хомейни, и 3 декабря того же года он был окончательно принят путём референдума. После окончания Ирано-иракской войны был поднят вопрос о необходимости пересмотра конституции, и 24 апреля 1989 года имам назначил комиссию из 20 человек для Совета по пересмотру конституции и поручил Исламскому консультативному совету представление пяти других лиц по выбору. Совет по пересмотру конституции начал свою работу 27 апреля 1989 года и в течение 41 заседания осуществил необходимые изменения в конституции, 11 июля 1989 года её приняли члены Совета по пересмотру Конституции, а затем путём всеобщего голосования она была одобрена народом Ирана.

## Преамбула
В преамбуле описывается путь Ирана к Исламской революции. Там также указывается, что «Конституция создает условия для продолжения революции в стране и за её пределами и пытается путём развития отношений с другими исламскими и народными движениями найти путь образования единой мировой исламской уммы».

## Содержание
Конституция Исламской Республики Иран состоит из 14 глав и ста семидесяти семи пунктов и описывает культурные, социальные, политические и экономические учреждения иранского общества на основании принципов и законов ислама.
- Глава I — Основные принципы
- Глава II — Язык, алфавит, история и государственный флаг страны
- Глава III — Права народа
- Глава IV — Экономика и финансы
- Глава V — Суверенитет народа и органы власти, основанные на нём
- Глава VI — Законодательная власть
- Глава VII — Советы
- Глава VIII — Лидер страны или Совет по руководству страной
- Глава IX — Исполнительная власть
- Глава X — Внешняя политика
- Глава XI — Судебная власть
- Глава XII — Телерадиовещание
- Глава XIII — Высший совет национальной безопасности
- Глава XIV — Пересмотр Конституции